# 100 mm/50 морско оръдие Шнайдер-Кане Д-50
100 mm/50 морско оръдие Шнайдер-Кане Д-50 (на английски: Schneider-Canet 100 mm light QF gun M. 1898) е скорострелно корабно оръдие с калибър 100 mm, състои на въоръжение във ВМС на Франция и ВМС на България. Българският флот има четири такива оръдия. Две от тях са монтирани на крайцера „Надежда“ през 1900 г. През Балканската война, а впоследствие и след началото на Първата световна война двете оръдия от крайцера са свалени за организиране на батарея на бреговата отбрана. Останалите две оръдия са съхранени и използвани за замяна на цевите на бреговите оръдия.